# 33A busz (Budapest)
A budapesti 33A jelzésű autóbusz a Móricz Zsigmond körtér és az Építész utca között közlekedik munkanapokon reggel, kizárólag egy irányban. A viszonylatot az ArrivaBus üzemelteti.

## Története
A BKV 2008-as paraméterkönyvének egyik alappillérét képezte, hogy elkerüljék az autóbuszok villamosokkal és trolibuszjáratokkal való számütközését, emiatt szeptember 6-án a 3-as buszcsalád viszonylatait 33-as, 33A és 33E jelzésekkel látták el. A Móricz Zsigmond körtér és Nagytétény vasútállomás között indított betétjáratot azonban 2009. június 5-én megszüntették, helyette minden busz 33-as jelzéssel a Chinoin végállomásig közlekedett.
2023. február 20-án a 13-as és a 33-as buszcsalád átalakításával újraindult a 33A busz is, de csak a Móricz Zsigmond körtértől az Építész utca megállóhelyig, sűrítés céljából.

## Útvonala
| Építész utca felé                                                                                    | Építész utca felé |
| --- | ----------------- |
| Móricz Zsigmond körtér vá. – Karinthy Frigyes út – Budafoki út – Hunyadi János út – Építész utca vá. |                   |

## Megállóhelyei
Az átszállási kapcsolatok között az azonos, de hosszabb útvonalon közlekedő 33-as busz nincs feltüntetve.
| 0  | Móricz Zsigmond körtér M induló végállomás |                                        |
| 1  | Budafoki út / Karinthy Frigyes út          | 107, 133E 6                            |
| 2  | Budafoki út / Szerémi sor                  | 107, 133E, 153, 154, 212, 212A, 212B 4 |
| 4  | Budafoki út / Dombóvári út                 | 107, 133E, 154 1                       |
| 5  | Kelenföldi Erőmű                           | 133E 705 1120, 1121, 1125, 1131, 1134  |
| 7  | Hengermalom út                             | 133E                                   |
| 9  | Galvani utca                               |                                        |
| 10 | Lőportorony utca                           |                                        |
| 11 | Kondorosi út                               |                                        |
| 12 | Építész utca érkező végállomás             | 133E                                   |